# Augusto Nobre
Augusto Pereira Nobre (Porto, 23 de Junho de 1865 — Porto, Foz do Douro, 13 de Setembro de 1946) foi um cientista, político e professor da Universidade do Porto e um dos fundadores da zoologia moderna, pioneiro no estudo da Biologia Marinha em Portugal. Na sua carreira política foi deputado e por três vezes nomeado Ministro da Instrução Pública durante a Primeira República Portuguesa. Foi irmão do poeta António Nobre.

## Biografia
Augusto Pereira Nobre nasceu no Porto em 25 de Junho de 1865, filho de uma família abastada. Fez os estudos liceais na cidade do Porto e em 1884 matriculou-se na Faculdade de Filosofia da Universidade de Coimbra.
Desencantado com o ensino das Ciências Naturais que era ministrado em Coimbra, pouco depois transferiu-se para a Academia Politécnica do Porto, onde continuou os seus estudos.
Ainda estudante, Augusto Nobre iniciou as suas investigações zoológicas no hoje desaparecido Museu Allen, do Porto, colaborando na obra de renovação científica em que estavam empenhados naturalistas como Augusto Luso da Silva, Isaac Newton e Francisco Newton (filho do anterior, que viria a ser um famoso recolector), Eduardo Sequeira, devotado zoólogo, e Bento Carqueja, naturalista e professor da Academia Politécnica do Porto.
Ligado a este grupo surgiu a Sociedade de Instrução do Porto, que publicou um periódico destinado à divulgação cultural, no qual Augusto Nobre se estreou como autor de publicações sobre História Natural. Por essa mesma época, publicou também alguns artigos no Mocidade de Hoje, uma revista em que seu irmão, o poeta António Nobre, também publicava.
Interessado em Malacologia, em especial no estudo dos moluscos marinhos, sendo então já um dos pioneiros da Biologia Marinha em Portugal, não existindo na Academia Politécnica do Porto laboratórios ou capacidade científica que pudesse ajudá-lo na sua investigação, Augusto Nobre partiu para Paris com o objectivo de melhorar os seus conhecimentos de Zoologia.
Em França frequentou a Escola Prática de Altos Estudos (École pratique des hautes études - EPHE) da Sorbonne, onde foi aluno do zoólogo Edmond Perrier, e o Museu de História Natural de Paris (Muséum national d'Histoire naturelle), onde estudou Sistemática. Por recomendação de Perrier, foi aceite como aluno pelo professor Armand Sabatier, estagiando então na Estação de Biologia Marítima de Sète (Station de Biologie Marine de Sète) da Universidade de Montpellier, na costa mediterrânica da França, onde aprofundou os seus estudos de biologia marinha, em especial de sistemática dos moluscos.
Regressado ao Porto em 1890, foi convidado pelo professor Amândio Gonçalves para assistente de Botânica da Academia Politécnica do Porto, cargo que aceitou, iniciando assim uma carreira na academia portuense que manteria até atingir o limite de idade em 1935.
Sendo reconhecida a sua mestria em Zoologia, no ano imediato, 1891, por proposta do professor Aarão de Lacerda, foi nomeado ajudante prático de Zoologia tendo como função organizar o Gabinete de Zoologia da Academia. Colocou então os seus vastos conhecimentos práticos em anatomia comparada e sistemática ao serviço da criação de um Museu de Zoologia na instituição, classificando os espécimes existentes, promovendo excursões para recolha e estabelecendo colecções que foi progressivamente enriquecendo. O resultado desse labor aparece bem espelhado nos catálogos das colecções que foi publicando no Anuário da Academia Politécnica entre os anos de 1892 e 1903. A 5 de Dezembro de 1901 foi nomeado naturalista-adjunto do Museu da Academia Politécnica do Porto.
Trabalhador incansável, foi um dos naturalistas portugueses que mais publicações produziu. Foi também editor, entre 1894 e 1906, da revista Anais das Ciências Naturais, publicação que conseguiu congregar a colaboração de vários naturalistas portugueses e estrangeiros de relevo.
Em 1912 concluiu a licenciatura em Ciências Histórico-Naturais, sendo logo nomeado, por distinção, professor extraordinário por decreto de 7 de Dezembro desse mesmo ano. Esta nomeação, da autoria de Duarte Leite, então presidente do Ministério e ministro do Interior, o departamento governamental competente em matéria de educação antes da criação do Ministério da Instrução Pública em 1913. Conjuntamente com Augusto Nobre foi nomeado outro naturalista, Gonçalo Sampaio, já que ambos estavam desde há alguns anos encarregues da regência teórica de diversas disciplinas da área da Zoologia.
Três anos depois, a 21 de Agosto de 1915, foi nomeado professor ordinário, título correspondente ao de actual professor catedrático, da entretanto criada Faculdade de Ciências da Universidade do Porto.
Enquanto docente universitário sempre defendeu uma forte componente de prática laboratorial no ensino da Zoologia, razão pela qual, inspirado no modelo da Station de Biologie Marine de Sète, onde estagiara, promoveu a criação de um laboratório marítimo no Porto, inicialmente localizado em Leça da Palmeira e mantido essencialmente à sua custa. Esse laboratório daria origem em 1914 à Estação de Zoologia Marítima Dr. Augusto Nobre, o conhecido Aquário da Foz, na freguesia da Foz do Douro, localidade onde se fixaria.
O seu Gabinete de Zoologia serviria de embrião ao Museu de Zoologia, integrado actualmente no Museu de História Natural da Faculdade de Ciências da Universidade do Porto.
Dirigiu também, desde a sua fundação em 1893, a Estação Aquícola do Rio Ave, uma instituição voltada para o repovoamento piscícola dos rios portugueses, criada sob o impulso de Bernardino Machado.
Membro destacado do Partido Republicano Português, viveu numa época social e politicamente muito conturbada da vida portuguesa, envolvendo-se activamente na vida política, tendo exercido cargos públicos de relevo, sendo deputado eleito pelo Porto de 1913 até 1925. Naquelas funções integrou por várias vezes as comissões parlamentares que tinham a seu cargo a área da instrução pública e foi durante muitos anos deputado relator do orçamento do Ministério da Instrução Pública.
Augusto Nobre lutou sempre para que o ensino e a investigação na Universidade do Porto se mantivessem ao nível das melhores escolas europeias com as quais mantinha relacionamento científico. Foi assim que em 1915, nas funções de deputado, propôs e viu aprovada a criação da Faculdade Técnica, actual Faculdade de Engenharia da Universidade do Porto.
Ficando vago em 1919, por morte do professor Cândido Pinho, o cargo de Reitor da Universidade do Porto, foi nomeado para o cargo, exercendo-o até 1926, malgrado a crónica instabilidade política que se instalara no país e as múltiplas funções para que foi sendo chamado.
Em 1919 foi chamado para o cargo de chefe do gabinete do Ministro da Instrução Pública, passando a ocupar o lugar de Ministro daquela pasta no executivo presidido por José Ramos Preto que governou de 26 de Junho de 1920 até 19 de Julho de 1920. Esta passagem pelo Ministério da Instrução Pública, e as que se lhe seguiriam, permitiu-lhe obter alguns benefícios para a Universidade do Porto, com destaque para os seus laboratórios e para a organização dos primeiros cursos de férias que existiram em Portugal.
Voltou a ocupar o cargo de Ministro da Instrução Pública de 30 de Novembro de 1920 a 2 de Março de 1921, nos gabinetes ministeriais revolucionários presididos primeiro por Álvaro de Castro e depois por Liberato Pinto, num dos períodos mais conturbados da Primeira República Portuguesa.
Tornaria, pela terceira e última vez, ao cargo de Ministro da Instrução Pública a 6 de Fevereiro de 1922, no governo presidido por António Maria da Silva, permanecendo no cargo até 30 de Novembro daquele ano.
Por decreto de 31 de Março de 1921 foi nomeado director do Instituto de Zoologia, que organizara, exercendo então também o cargo de professor da Faculdade de Farmácia da Universidade do Porto.
Durante a Primeira República ocupou os lugares de vogal da Comissão Central Permanente de Piscicultura, vogal do Conselho de Estudos de Oceanografia e Pescas, vogal naturalista da Comissão Central de Pescarias e membro do Conselho Florestal do Ministério da Agricultura.
Em 1935 jubilou-se, mas continuou a sua actividade científica e editorial, publicando as suas recordações de Leça da Palmeira, em 1946, ano em que viria a falecer. Aquela obra, intitulada Leça da Palmeira – recordações e estudos de há sessenta anos, reúne memórias pessoais e testemunhos sobre vários temas, incluindo a vida e a produção poética do seu irmão António Nobre, sendo acompanhada de várias cartas inéditas daquele poeta. Aliás, deve-se a Augusto Nobre a publicação póstuma de boa parte da obra de António Nobre, com destaque para a colectânea Despedidas, publicada em 1902 com prefácio de Sampaio Bruno, e a oferta ao Museu Municipal do Porto do espólio daquele poeta.
Todo o trabalho que desenvolveu ao longo dos anos, em particular sobre Malacologia, é ainda de consulta obrigatória para quem se dedica ao estudo da fauna marinha portuguesa. A sua bibliografia compreende mais de uma centena de livros e artigos, com destaque para as obras que publicou sobre a fauna marinha da costa portuguesa, com destaque para os equinodermes e braquiópodes, sobre os moluscos terrestres, fluviais e de águas salobras de Portugal e da Madeira, e sobre a fauna das ilhas Berlengas.
Quando se aposentou por limite de idade, foi dado o seu nome ao Instituto de Zoologia e à Estação de Zoologia Marítima da Foz do Douro, os quais são agora parte do Museu de História Natural da Faculdade de Ciências da Universidade do Porto, um estabelecimento dependente daquela escola superior. Aquele museu compreende diferentes pólos, correspondentes aos núcleos museológicos dos anteriores estabelecimentos anexos, Museu e Laboratório Mineralógico e Geológico, Instituto de Botânica do Dr. Gonçalo Sampaio (Museu, Laboratório e Jardim Botânico), Instituto de Zoologia e Estação de Zoologia Marítima do Dr. Augusto Nobre (Museu e Laboratório Zoológico), Instituto de Antropologia do Dr. Mendes Correia (Museu e Laboratório Antropológico), agora integrados nos departamentos de Geologia, Botânica e Zoologia e Antropologia, respectivamente.
O Professor Augusto Nobre é também lembrado no nome do Laboratório de Ecotoxicologia Augusto Nobre, do Centro Interdisciplinar de Investigação Marinha e Ambiental (CIIMAR) da Universidade do Porto.
O professor Augusto Nobre foi membro da Academia das Ciências de Lisboa, instituição para a qual foi eleito a 23 de Novembro de 1893. Era também membro do Instituto de Coimbra e de várias academias estrangeiras.